# Adelognathus adventor
Adelognathus adventor là một loài tò vò trong họ Ichneumonidae.